# Josip Cvenić
Josip Cvenić rođen je 1952. godine u Osijeku. Osnovnu i srednju školu završio je u rodnom gradu, Filozofski fakultet, studij filozofije i sociologije, završio je 1976. u Sarajevu. Nekoliko godina radi kao profesor u gimnaziji, a 1980. zapošljava se kao urednik u Izdavačkom centru Radničkog sveučilišta u Osijeku. 1990. godine izabran je za glavnog urednika časopisa za književnost i kulturu Revija (Književna revija). Danas radi kao tajnik i urednik u Matici hrvatskoj Osijek. Član je Društva hrvatskih književnika.

## Objavljene knjige
- Protumarani zavičaji, zbirka pjesama, Osijek, 1976.
- Pričanja Heraklitovog kušača i druga pričanja, proza, Osijek, 1982.
- Blank, roman, Revija - Izdavački centar Radničkog sveučilišta "Božidar Maslarić", Osijek, 1986., ISBN 86-7209-001-2
- Lektira, pripovijetke, Zagreb, 1990.
- Čvrsto drži joy-stick!, roman za djecu Zagreb,1994.
- Udžbenik priča, proza, Zagreb, 1995.
- Ogledanje s krajem stoljeća, ogledi, Osijek, 1997.
- A drž pevne joystik!, Bratislava, Slovačka, 1997.
- Kajinov pečat, roman, Zagreb, 1997.
- Kraljica noći, roman, Naklada Ljevak, Zagreb, 2000., ISBN 953-178-164-8 (i scenarij iste godine)
- Word Perfect mesek, pripovijetke, Pečuh, 2000.
- Zašto sam vam lagala (dramatizacija prema romanu Julijane Matanović, Hrvatsko kazalište Pečuh, 2002. )
- Glad, roman, Naklada Ljevak, Zagreb, 2003., ISBN 953-178-571-6
- Kvaka s vratima, komediola, Hrvatsko kazalište Pečuh, 2003.
- Mudra budala, basne, Osijek, 2004.
- Obrnuto prepisivanje, roman, Meandar, Zagreb, 2006., ISBN 953-7355-05-5
- Volim drugu obalu, pjesme, DHK, Zagreb, 2007.
- I sve pustiš niz rijeku,priče, DHK, Pula, 2008.
- Kralica na nokta, roman, Skopje, 2008.(prijevod:Ranko Mladenski)
- Pametni neumež, živalske pripovedke,Šmarješke Toplice, 2008.(prijevod: Sabina Koželj Horvat)
- Čvrsto drži joy-stick, Šmajreške Toplice, Slovenija, 2009.
- Povratak vilinskog konjica, roman za mladež, Alfa, Zagreb, 2011.
- Vožnja na mjestu, roman, Matica hrvatska Ogranak Osijek, 2016.
- Otvaranje tame, priče, Mala knjižnica, Društvo hrvatskih književnika, 2017.
- Sablasti nad dvorcem, roman, Matica hrvatska Ogranak Osijek, 2018.
- Gradonačelnik u secesiji, roman, Matica hrvatska Ogranak Osijek, 2022.

## Nagrade
- "nagrada Ivana Brlić Mažuranić", za roman "Čvrsto drži joy-stick!", 1994.
- "Knjižnica Bibiana", Bratislava, Slovačka, za najbolji prevedeni roman "A drž pevne joystik!" 1997.
- "Ivan i Josip Kozarac", za roman "Kajinov pečat", 1998.
- Zlatna arena za scenarij filma Kraljica noći, 2001.
- «Duhovno hrašće», Zagreb – Drenovci, za zbirku pjesama «Volim Drugu       obalu» 2007. god.